# Korthalsella gaudichaudii
Korthalsella gaudichaudii là một loài thực vật có hoa trong họ Santalaceae. Loài này được (Tiegh.) Lecomte mô tả khoa học đầu tiên năm 1916.